# Moederkerk (Kroonstad)
De Moederkerk in het Zuid-Afrikaanse Kroonstad is een kerkgebouw van de Nederduits Gereformeerde Kerk. De kerk is gelegen op een groot met gras en bomen begroeid terrein, omgeven door de Kruisstraat, de Kerkstraat, de Presidentstraat en de Murraystraat. De kerk heeft 1.200 zitplaatsen.
Het kerkgebouw heeft een ijzeren dak en is voltooid in het oorlogsjaar 1914. Architect van het gebouw is de Brit W. H. Ford. In eerste instantie zou het een geheel Gotische kerk worden, maar om de akoestiek te verbeteren is een grote koepel getekend. De hoeksteen van de kerk is gelegd op 24 december 1912 door ds. G.W.B. van de Lingen.  Het orgel van de kerk is gebouwd in 1950.
Kroonstad is gesticht in 1854 en op 3 januari 1861 wordt de eerste kerk in gebruik genomen, op dezelfde locatie als de huidige Moederkerk. Kroonstad was de 80e Nederduits Gereformeerde Gemeente. De eerste kerk was slechts een eenvoudig en primitief gebouw en reeds op 1877 werd een nieuwe kerk in gebruik genomen, gevolgd door de huidige kerk in 1914. Het tweede kerkgebouw heeft in de Boerenoorlog dienstgedaan als hospitaal. Bij de kerk staan twee standbeelden. Een burgermonument en een monument voor voortrekker Sarel Cilliers, onthuld op 16 december 1950. Dit laatste monument heeft de volgende inscriptie:
HIER STAAN WIJ VOOR EEN HEILIGE GOD VAN HEMEL EN AARDE,
OM EEN BELOFTE AAN HEM TE BELOOVEN,
ALS HIJ MET ZIJN BESCHERMING MET ONS SAL WEZEN,
EN ONZE VIJAND IN ONZE HANDEN ZAL GEVEN,
DAT WIJ HEM OVERWINNEN,
DAT WIJ DIE DAG EN DATUM ELK JAAR ALS EEN DANKDAG,
ZOOALS EEN SABBAT ZAL DOORBRENGEN,
EN DAT WIJ EEN TEMPEL TOT ZIJN EER ZAL STICHTEN
WAAR HET HEM ZOU BEHAGEN,
EN DAT WIJ HET OOK AAN ONZE KINDEREN ZAL ZEGGEN,
DAT ZIJ MET ONS ERIN MOETEN DELEN
TOT GEDACHTENIS OOK VOOR ONZE OPKOMENDE GESLACHTEN. WANT
DE EER VAN ZIJN NAAM
ZAL DAARDOOR VERHEERLIKT WORDEN DAT DE ROEM EN EER
VAN OVERWINNING AAN HEM SAL WORDEN GEGEVEN.
Afscheidingen van de moedergemeente van Kroonstad zijn de volgende Nederduits Gereformeerde Gemeenten:
- Kroonstad-Môrewag
- Kroonstad-Noord
- Kroonstad-Oos
- Kroonstad-Suid
- Kroonstad-Wes en Edenville.